# Raven (Amerikaanse serie)
Raven is een Amerikaanse actieserie die oorspronkelijk werd uitgezonden op CBS van 19 juni 1992 tot 30 april 1993.

## Verhaal

### Proloog
De Amerikaan Jonathon Raven was heel jong toen hij met zijn ouders naar Japan verhuisde. Toen Jonathon twaalf was, werden zijn ouders door ninja's vermoord in opdracht van de Black Dragon Clan. Jonathon infiltreerde daarna ongemerkt in hun organisatie en trainde jarenlang met hen in de krijgskunsten in de hoop hun dodelijke vaardigheid onder de knie te krijgen, om deze vervolgens als wraak tegen hen te gebruiken. Uiteindelijk wordt zijn intentie ontdekt en de Black Dragon Clan neemt het besluit om Jonathons bloedlijn te vernietigen. Zijn enige ware liefde, de mooie Japanse Aki, wordt zwanger op hetzelfde moment dat de Black Dragon Clan uit is op Jonathons leven. Aki sterft helaas kort na de geboorte van hun zoon, maar voordat ze overlijdt weet ze haar zoon te verbergen. Jonathon hoorde van het plan van zijn vrouw om hun zoon te verbergen, maar kreeg hem helaas nooit te zien. Hij kreeg bovendien niet te horen waar hij zich bevindt. Later sluit Jonathon zich aan bij de Amerikaanse Special Forces en wordt hij een van hun beste huurmoordenaars onder een man genaamd Nick Henderson. Na veel complicaties en spijt verlaat Jonathon de Special Forces en zet hij zijn zoektocht naar zijn lang verloren gewaande zoon voort. Zijn zoektocht leidt hem uiteindelijk naar Honolulu in Hawaï, waar hij denkt dat zijn zoon kan zijn. Daar krijgt hij hulp van zijn oude militaire vriend - een privédetective genaamd Herman "Ski" Jablonski.

### Verhaal van de serie
Jonathon Raven is een door ninja's opgeleide voormalige Special Forces-agent, die met pensioen is gegaan in Hawaï om zijn lang verloren gewaande zoon te zoeken. Tegelijkertijd is hij waakzaam voor eventuele huurmoordenaars, die door de Black Dragon Clan zijn gestuurd om hem te vermoorden. Hij gebruikt zijn vaardigheden ook om mensen in nood te helpen. Hij wordt bijgestaan door de voormalige militair Herman Jablonski, die een excentrieke privédetective is geworden.

## Rolverdeling
- Jeffrey Meek als Jonathon Raven
- Lee Majors als Herman "Ski" Jablonski
- Andy Bumatai als The Big Kahuna

## Uitgaven
Na vele verzoeken door fans werd de volledige televisieserie zoals oorspronkelijk uitgezonden op CBS (inclusief de verkorte pilot van 70 minuten) op 5 april 2016 als dvd uitgebracht door Sony Pictures Home Entertainment. Filmdistributeur Mill Creek Entertainment heeft de heruitgave van de televisieserie op dvd aangekondigd.

## Afleveringen

### Seizoen 1: 1992
| Nr. algemeen | Nr. in seizoen | Titel                                      | Regie                    | Scenario         | Uitzenddatum      |
| ------------ | -------------- | ------------------------------------------ | ------------------------ | ---------------- | ----------------- |
| 1            | 1              | Return of the Black Dragon                 | Craig R. Baxley          | Frank Lupo       | 24 juni 1992      |
| 2            | 2              | The Unseen Enemy                           | James Contner            | Frank Lupo       | 1 juli 1992       |
| 3            | 3              | Reunion                                    | Vern Gillum              | Bill Nuss        | 8 juli 1992       |
| 4            | 4              | ...And Everything Nice                     | Kristoffer Siegel-Tabori | Lawrence Hertzog | 22 juli 1992      |
| 5            | 5              | Is Someone Crazy in Here or Is It Just Me? | James Darren             | Lawrence Hertzog | 29 juli 1992      |
| 6            | 6              | Prey                                       | James Darren             | Lawrence Hertzog | 26 september 1992 |
| 7            | 7              | The Death of Sheila                        | Jim Johnston             | Bill Nuss        | 3 oktober 1992    |

### Seizoen 2: 1993
| Nr. algemeen | Nr. in seizoen | Titel                      | Regie          | Scenario         | Uitzenddatum     |
| ------------ | -------------- | -------------------------- | -------------- | ---------------- | ---------------- |
| 8            | 1              | Bloody Beach               | James Darren   | Steven L. Sears  | 2 januari 1993   |
| 9            | 2              | Playback                   | David Hemmings | Lawrence Hertzog | 9 januari 1993   |
| 10           | 3              | The Journey                | Guy Magar      | David H. Balkan  | 16 januari 1993  |
| 11           | 4              | Heat                       | David Hemmings | Lawrence Hertzog | 23 januari 1993  |
| 12           | 5              | Rip-Off                    | Ron Garcia     | Lawrence Hertzog | 30 januari 1993  |
| 13           | 6              | Death Games                | James Darren   | Frank Lupo       | 6 maart 1993     |
| 14           | 7              | Disciples of Dawn          | Lee Katzin     | David H. Balkan  | 13 maart 1993    |
| 15           | 8              | Something in the Closet    | Michael Levine | Lawrence Hertzog | 20 maart 1993    |
| 16           | 9              | Checkmate                  | Vern Gillum    | Steven L. Sears  | 27 maart 1993    |
| 17           | 10             | Wipe-Out                   | Les Sheldon    | Steven L. Sears  | 3 april 1993     |
| 18           | 11             | The Guardians of the Night | David Hemmings | Lawrence Hertzog | 10 april 1993    |
| 19           | 12             | Poisoned Harvest           | Guy Magar      | David H. Balkan  | 17 april 1993    |
| 20           | 13             | Flori and Dori             | David Hemmings | Lawrence Hertzog | Niet uitgezonden |